# Östergötlands runinskrifter 13
Runinskrift Ög 13 är en runsten som står utanför Konungsunds kyrka i Konungsunds socken och Norrköpings kommun, Björkekinds härad i Östergötland. Den står vid kyrkans huvudentré.

## Stenen
Stenen är av ljusröd granit och utifrån drakhuvudet som är sett uppifrån kan den dateras till 1010-1050. Två kristna kors ingår i ornamentiken och runorna som är stora och tydliga lyder i översättning enligt nedan:

## Inskriften
- Runsvenska: × sikstin × risti × sti[n × þinsa × iftiR × i]-ui × faþur × sin ×
- Normaliserad: Sigstæinn ræisti stæin þennsa æftiR i-ui, faður sinn
- Nusvenska: Sixten reste denna sten efter i-ui, fader sin.